# Massacre de Sharpeville

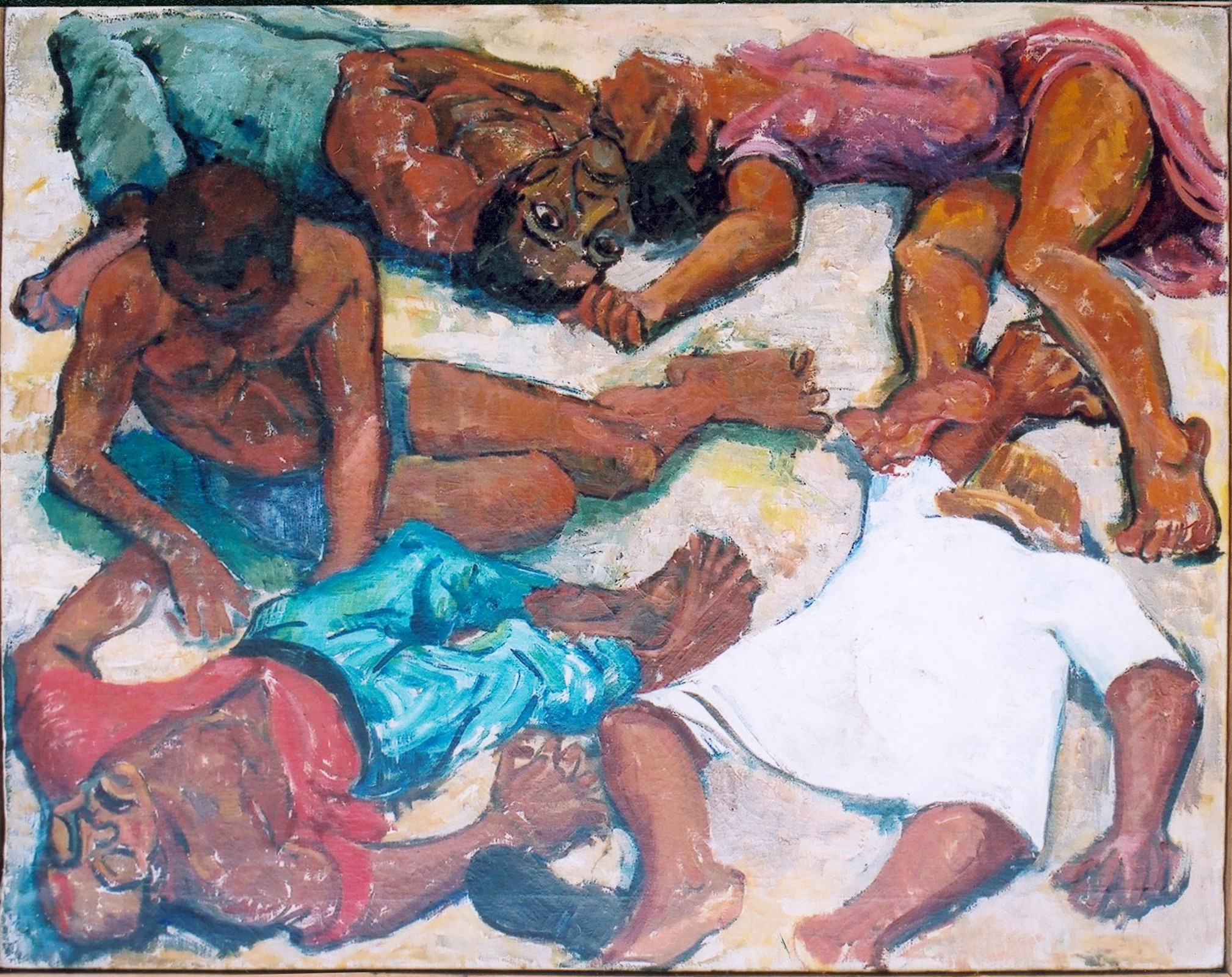
Pintura representant les víctimes de la Massacre de Sharpeville

La Massacre de Sharpeville va ser un episodi de repressió policíaca que tingué lloc el 21 de març de 1960 a Sharpeville, un township (raval negre) de la ciutat de Vereeniging en el Transvaal a Sud-àfrica.

## Història
El 18 de març de 1960, Robert Sobukwe, president del Congrés Panafricà (PAC), va convocar per al 21 de març, manifestacions no-violentes a tot el país per protestar contra els «pass» (passaport interior), demanar la seva eliminació així com l'augment de la remuneració base de la jornada laboral
Els manifestants varen ser cridats a reunir-se davant els cossos de policia i entregar-se voluntaris a la detenció per «no portar el pass». L'objectiu era aconseguir que els cossos de policia foren ràpidament sobrepassats i incapaços de procedir a les detencions i als empresonaments. Es tractava també per al PAC d'imposar-se de cara al seu rival, el congrés Nacional Africà (ANC).
El 21 de març, els militants del PAC es van activar a tot el país (Soweto, on Sobukwe va ser arrestat i empresonat, Langa a Ciutat del Cap, la regió del Vaal incloent Boipatong i Bophelong). Prop de Vereeniging, en el township de Sharpeville, els militants del PAC van immobilitzar els transports en comú bloquejant els habitants dels afores en el seu township. Aquests últims van ser llavors nombrosos a venir a manifestar pacíficament la seva còlera davant la comissaria per cremar-hi els seus controvertits documents d'identitat.
Sharpeville era un suburbi tranquil que havia escapat a la influència de l'ANC i mai no havia participat en cap dels grans moviments anti-apartheid dels anys 1950. Per aquesta raó, s'havia construït una comisaria de policia en el centre del township que comprenia una petita trentena d'agents permanents. El 21 de març, centenars de persones es van agrupar al voltant d'aquesta comisaria de policia. Sentint-se de pressa superats, sobrepassats i feta una barricada al seu petit immoble, els pocs policies del lloc van rebre reforços de les brigades de Vanderbijlpark i de Johannesburg. El comnadament del cos de policia tenia per única consigna dispersar la multitud dels manifestants que comptava ara entre 3.000 a 5.000 persones. Tres carros van entrar al township mentre que l'aviació efectuava vols per intentar impressionar i dispersar pacíficament la multitud. Aquesta, formant una massa compacta es componia essencialment, de dones, nens, persones grans, obrers i empleats. Els riures i el bon humor d'aquests van ser interpretats per la policia com un signe d'agressivitat i provocació respecte a ells, i per a defensar-se, es va col·locar una línia de policies a l'entrada del lloc, amb les armes carregades i apuntant cap a la població.
Un malentés a l'entrada del lloc va generar un incident quan un oficial en funcions va ensopegar provocant un moviment de curiositat de la multitud cap endavant, cap als policies. Mal interpretat, algú va fer un tret únic que va estar seguit de ràfegues de trets durant una mica més d'un minut. La multitud, estupefacta, va tenir una reacció de pànic, va girar l'esquena i va intentar escapar de les bales.
Hi va haver 69 morts i 178 ferits, amb un nombre molt important de ferides per bala a l'esquena, al cap i al pit.

## Conseqüències
Quan la notícia va arribar a Ciutat del Cap, els butlletins d'informacions a la ràdio i els diaris del vespre van difondre la notícia de l'incident. La multitud de Langa, en còlera, va destruir edificis públics. L'esdeveniment posa en marxa una vaga general el 28 de març de 1960 malgrat les prohibicions i advertiments del govern d'Hendrik Verwoerd que posà en marxa el procés per prohibir l'ANC i el PAC i decretar l'estat d'urgència.

La repressió va ser brutal acabant amb nombrosos militants negres a presó o a l'exili. Si per als partidaris del govern, aquests esdeveniments «són l'expressió de l'amenaça real que la població negre planteja a Sud-àfrica», particularment sobre la nació Afrikaner, per al PAC, són «l'expressió de les premisses de la revolució en la lluita popular contra la barbàrie del règim». Tanmateix, el govern Verwoerd havia de prendre l'oportunitat de la crisi per procedir a l'establiment de la República (31 de maig de 1961) i sortir de la Commonwealth.
El 1984, Sharpeville torna a les portades d'actualitat com a resultat del linxament d'un regidor negre. Aquest esdeveniment posà en marxa una onada d'enfrontament i de manifestació a tot el país que desemboca el 1985 amb l'enduriment de les sancions internacionals imposades per l'ONU contra Sud-àfrica.
Els autors del linxament varen ser condemnats a mort i després indultats pel president Pieter Botha de resultes d'un vast camp internacional (Salvar els 6 de Sharpeville).
El 21 de març de 1985, coincidint amb el 25è aniversari de la massacre de Sharpeville, a la ciutat sud-africana de Port Elisabeth, la policia va disparar sobre un seguici funerari transformat en manifestació antigovernamental. No es compten menys de 19 morts, aixecant-se una nova onada de protesta a tot el país.

## Homenatges
En record de la massacre de Sharpeville, les NU varen fer el 21 de març la jornada mundial de lluita contra la segregació racial.